# 維列伊斯科耶水庫
維列伊斯科耶水庫是白俄羅斯的水庫，長27公里、寬3公里，面積64.6平方公里，是該國最大型的人工水庫，始建於1968年，集水區面積4,120平方公里，平均水深3.7米，最大水深13米。
54°29′00″N 27°03′00″E / 54.48333°N 27.05000°E